# Wagyl
A Wagyl (vagy más átiratban Waugl, Waugal vagy Waagal) a noongarok hite szerint az Álomidő kígyószerű teremtménye, aminek a Swan és a Canning folyók, valamint más vízi útvonalak és domborzati képződmények teremtése köszönhető a mai Perth környékén és Nyugat-Ausztrália délnyugati részén.
Egy felsőbbrendű lény, a Szivárványkígyó teremtette meg a világmindenséget és az embereket, majd Wagylra, a hierarchiában alacsonyabb szinten álló, de nem kevésbé hatalmas istenségre hagyta a folyók, tavak, források és vadvilág létrehozását és megóvását. 
Elképzelhető, hogy a Wagyl-történetek a már kihalt ausztrál megafaunának a szájhagyományban fennmaradt emlékei, ugyanis létezett olyan pitonszerű kígyó, a wonambi, aminek hossza elérte az öt–hat métert.

## Neve
Mivel a noongar nyelvnek több nyelvjárása van, a Wagyl-t különböző nevekkel illetik. Mint például: Waugal, Waagal, Wargyl, Waakal, Waakle, Woggal, Wogal, Waagle, Warrgul és Warkal. A Wiilman-i Noongar dialektusban Ngunnunguddy Gnuditj-nak („szőrös arcú kígyó”) nevezik.

## Mitológiája

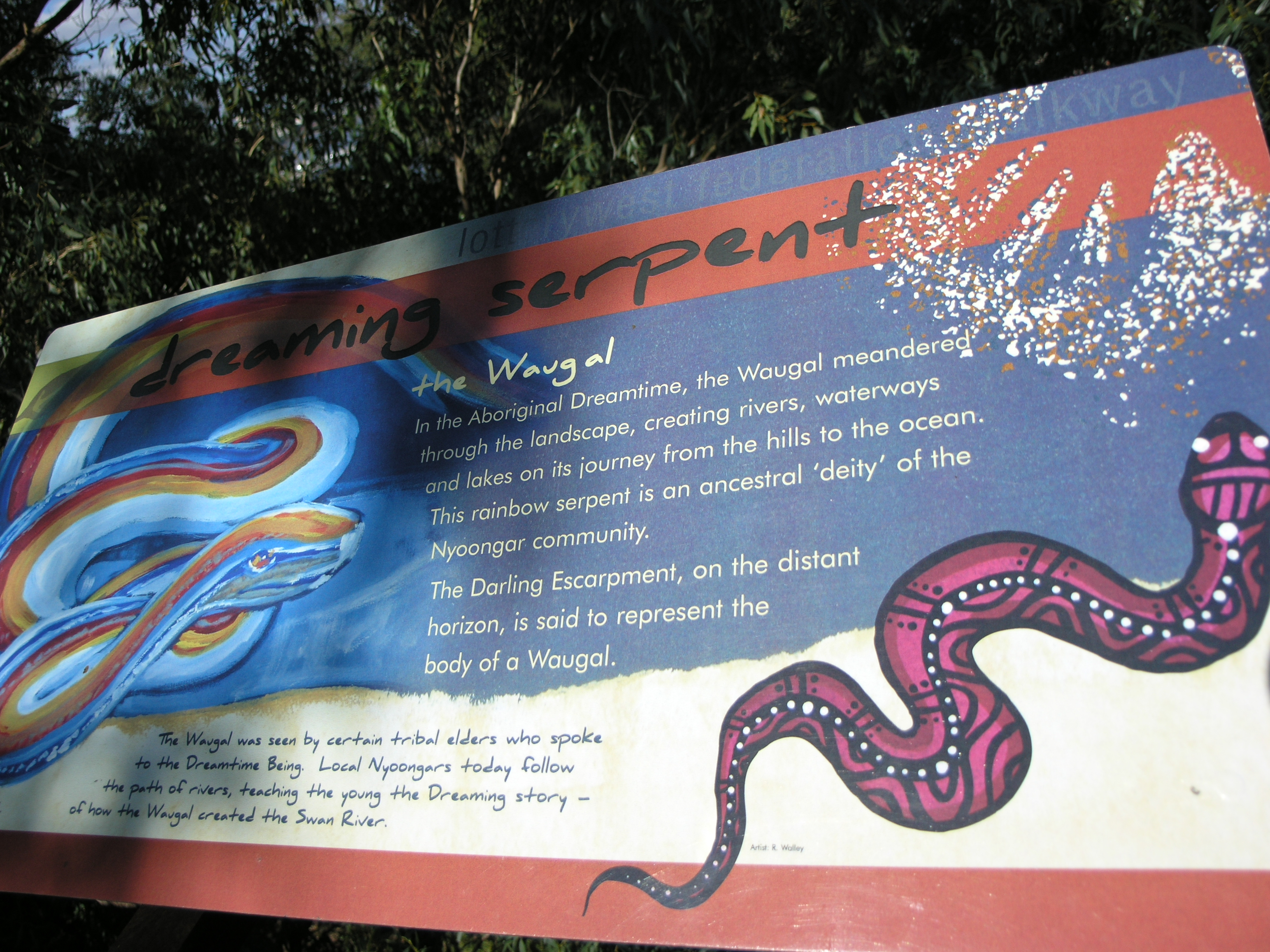
A Wagylt ábrázoló tábla a perthi Kings Parkban.

A Noongar mitológiában a Wagyl-ról szóló történetek a 14 különböző Noongar csoport között jelentősen eltérőek. Egyes csoportok szerint a Wagyl a Föld és az ég ura, és vizes élőhelyeken él. Mások viszont azt mondják, hogy egyszerűen csak a friss vízforrások teremtője és fenntartója. Mindazonáltal minden Noongar csoportban központi figura, aki életet ad és táplálékot biztosít azoknak az embereknek, akik gondozzák a földjét.

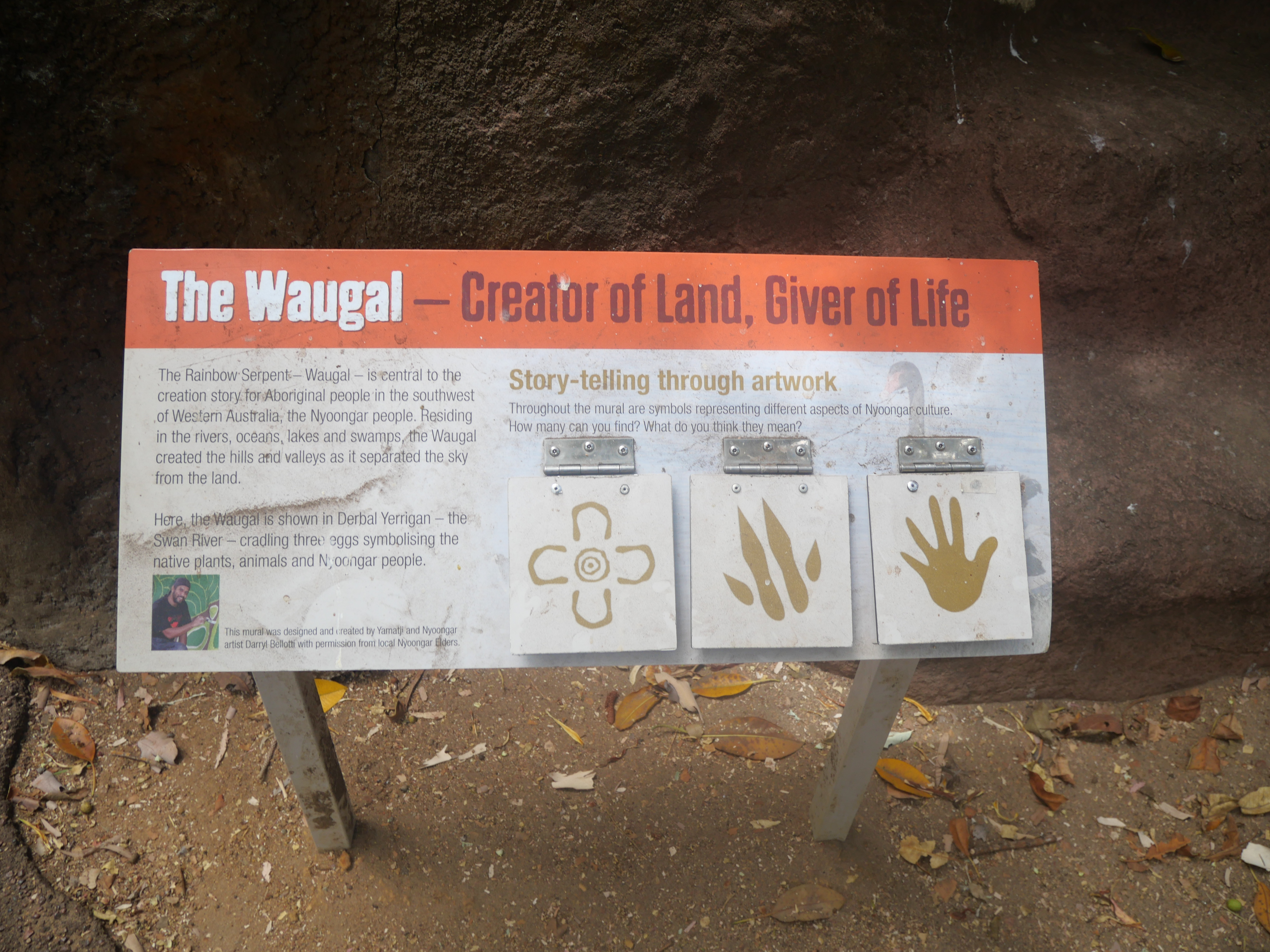
A Wagyl-ról szóló információs tábla a Perth-i állatparkban.

A Wagyl felelős a Swan folyó kialakításáért és létrehozásáért, a Belmont és Maylands éles kanyarulatainak, valamint a Canning folyó létrehozásáért. Amikor elérte a Fremantle környéki területet, harcolt egy krokodillal, és farkával elválasztotta egymástól a sós óceán és a folyó édes vizét. A harc után a Wagyl állítólag Perth-ben, az Eliza-hegy lábánál pihent meg, amelyet szent helynek tekintenek. A Wagyl jelentős kapcsolatban áll a Busselton-i vizes területekkel is.
A Wagyl számos helyi tájképi jellegzetességet hozott létre a Porongarups és Fremantle partjai között. A Porongarup jelentése  nyungar nyelven szellemek gyülekezőhelye: borong („szellem”), gar (gyülekező) és up („hely”) szavakból. A Wagyl feladata volt a folyók, tavak, források és a vadvilág védelme, szent helyei a vizek melletti, természetes napsütötte, szélvédett területek. Wagyl a noongar népet jelölte ki az így kialakult föld megőrzésére. Wagylt a törzs egyes ősapái látták, sőt beszéltek is az Álomidő e lényével.
Úgy tartják, a Perth-től keletre húzódó Darling Scarp dombvidéke Wagyl teste, mely a területen tekeregve létrehozta a dombok és vízmosások vonulatait, illetve medreit. A lényt szoros összefüggésbe hozzák a folyókkal és tavakkal, így a perth-i metropoliszban elterülő Monger-tóval, és állítólag még mindig ott él a források mélyén. Miközben Wagyl végigkígyózott a földön, nyomában ott maradtak a homokdűnék, teste kivájta a folyóvölgyeket; ahol esetenként megpihent, öblök és tavak alakultak ki. A kőhalmok az ő ürülékei, és ezeket a helyeket szentnek tartják. Ahogy haladt, pikkelyei lehullottak, és a környék erdőivé és más fás területeivé váltak.
Egy súlyos aszály idején a noongar törzsfőnökök az Indiai-óceán partjára merészkedtek, hogy imádkozzanak a Wagyl-hoz az aszály megszüntetéséért. A Wagyl ekkor kijött az óceánból, és létrehozta a Peel-öblöt, ahol megszülte kicsinyeit. Miután azok felnőttek, keletre indultak az öbölből, és létrehozták a Serpentine, Murray és Harvey folyókat. A Wagyl elindult, hogy megkeresse kicsinyeit, és létrehozta a Clifton és a Preston-tavat. Azt gondolva, hogy a kicsinyei dél felé mentek, ő is dél felé indult, és létrehozta a Leschenault torkolat körüli sík területet Ausztralind-nél. Eközben a kicsinyei éhen haltak, feloldódtak a vízben, és feltöltötték a föld alatti víztározókat. Ezzel véget ért az aszály.
Mivel szorosan kapcsolódik a vízhez, azt mondják, hogy amikor a víz zavaros és sötét, akkor Wagyl úszik, és ilyenkor nem szabad abban a vízben úszni.

### Különféle változatai

#### Ballardong-ok

Egy térkép, amely Nyugat-Ausztrália Noongarok területét ábrázolja.

A Ballardong nép szintén úgy véli, hogy Wagyl teremtette a York környéki folyókat, tavakat és mocsarakat, ahol az Avon folyón haladt Guildford felé, áthaladva a Tooday-völgyön is. A Wave szikláról szóló álomidő történetében a Ballardong nép úgy véli, hogy Wagyl alakította ki a szikla formáját. Egy másik szikla, amelyet a ballardong-ok szerint a Wagyl alakított ki, a Boyagin, amelyet a Wagyl téli otthonának vagy utolsó pihenőhelyének tekintenek.

#### Moorók
A Mooró klán Karda mítoszában a Wagyl megakadályozza, hogy a Krokodil belépjen a Swan folyóba, miután farkát letépte egy cápa, így alakultak ki a Rottnest és Garden szigetek. Ezt követően a Wagyl azt mondta a Krokodilnak, hogy térjen vissza a Two Rocks-hoz, és beszéljen Yonga-val (kenguru) és Bibyur-ral (talegallatyúk).
A Csarnok nő mítoszában a nő a Wagyl által létrehozott ösvényen haladva gyűjti össze a szellemgyerekeket egy völgyben, amelyet ma a Swan folyónak neveznek. Az ösvény északra vezette a nőt, ahol a Wagyl tavakat hozott létre.
A két elveszett fiúról szóló Mooro-mítoszban a törzs két idősebb tagja Mindarrie-be vitt két fiút, hogy megtanulják a törvényeket. Miután az idősebbek elmentek vadászni, a fiúk elindultak, hogy megnézzék, mi okozza a távolból jövő hangos zajt, és rátaláltak az Indiai-óceánra. Szomjasak voltak, ezért ittak a vízből, azonban az sós volt. Úgy gondolták, hogy a víz távolabb édesebb, ezért belemerültek, de a Wagyl lenyelte őket. A kígyó ezután visszatért a partra, ahol két tuart fa formájában kiköpte a fiúkat.

#### Wiilman-ok
A Wiilmanok számára a Wagyl északról Collie-ba utazott, ahol útközben dombokat és folyókat hozott létre. Ezután Bunbury-be és Ausztralind-ba ment, ahol megalkotta a Leschenault torkolatot. Ezután visszatért Collie-ba a folyókon keresztül a Minninup-tóhoz. Ezután törvényeket és nyelvet adott a Wiilman népnek, akik ezután tánccal és énekkel búcsúztatták. A Wagyl ezután visszatért a Minninup-tóhoz, amelyet a Wiilman-ok a kígyó pihenőhelyeként tisztelnek. Úgy hiszik, ha megsértik ezt a helyet, a világ összes vize kiszárad.

#### Az európaiak megjelenése után
A Wagyl-ról származó legkorábbi európai leírás Francis Armstrong-tól származik, aki 1836-ban a Perth Gazette-ben írta le azokat a köveket, amelyeket a Noongar-ok a Wagyl tojásaiként tartottak számon.
Amikor a nyugat-ausztráliai kormány az 1980-as években újjá akarta építeni a Swan Brewery gyárát a környéken, ellentmondásos vélemények merültek fel a Wagyl-lel kapcsolatban. A területet a noongarok Goonininup néven ismerik, és egyes történetekben a Wagyl pihenőhelyének tekintik.

## Jellemzése
A mondákban a Wagyl zöld és füstszürke színű, ugyanakkor beleolvad az óceánba is. Lehet nőstény vagy hímnemű is. Mint a többi szivárványkígyó a sok különböző ausztrál őslakos mitológiában, ez a teremtmény is legyakrabban kígyóként jelenik meg.

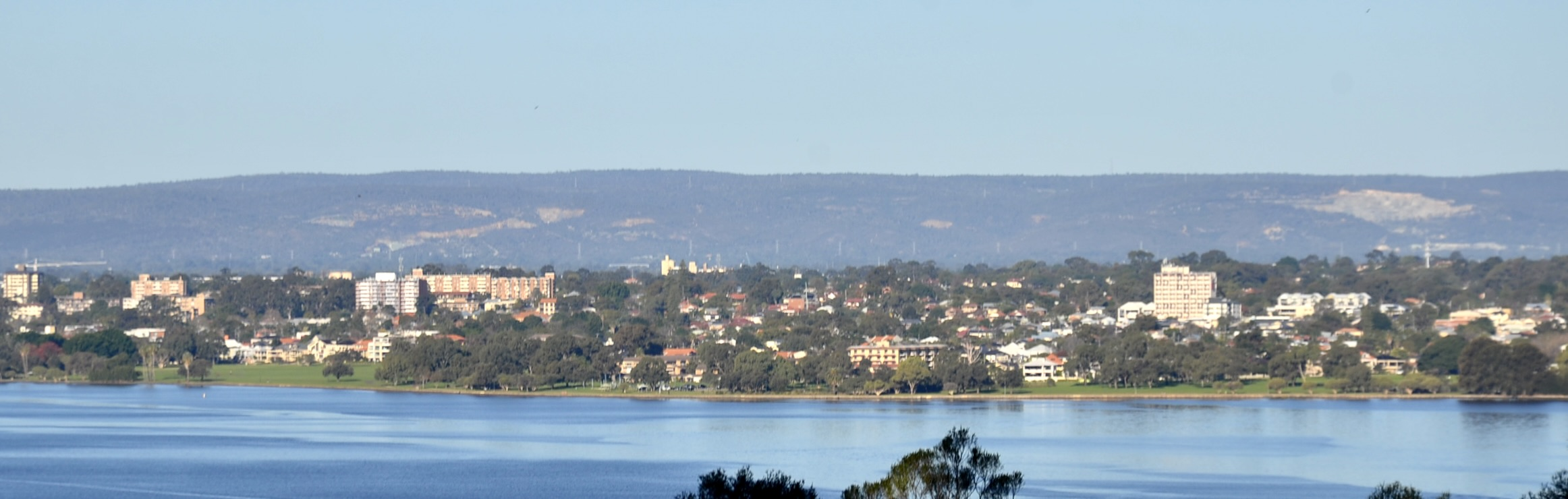
Darling Scarp a Kings Parkból a perth-i vízre nézve. Az őslakos hagyományok szerint a Wagyl teste.

## A modern kultúrára gyakorolt hatása
- A Wagyl megjelenik Jack Davis 1982-es Kullark című színdarabjában. A perthi Matagarup hídnak a Swan folyó felett átívelő tervét néha úgy értelmezik, hogy a Wagyl-t ábrázolja.[16]

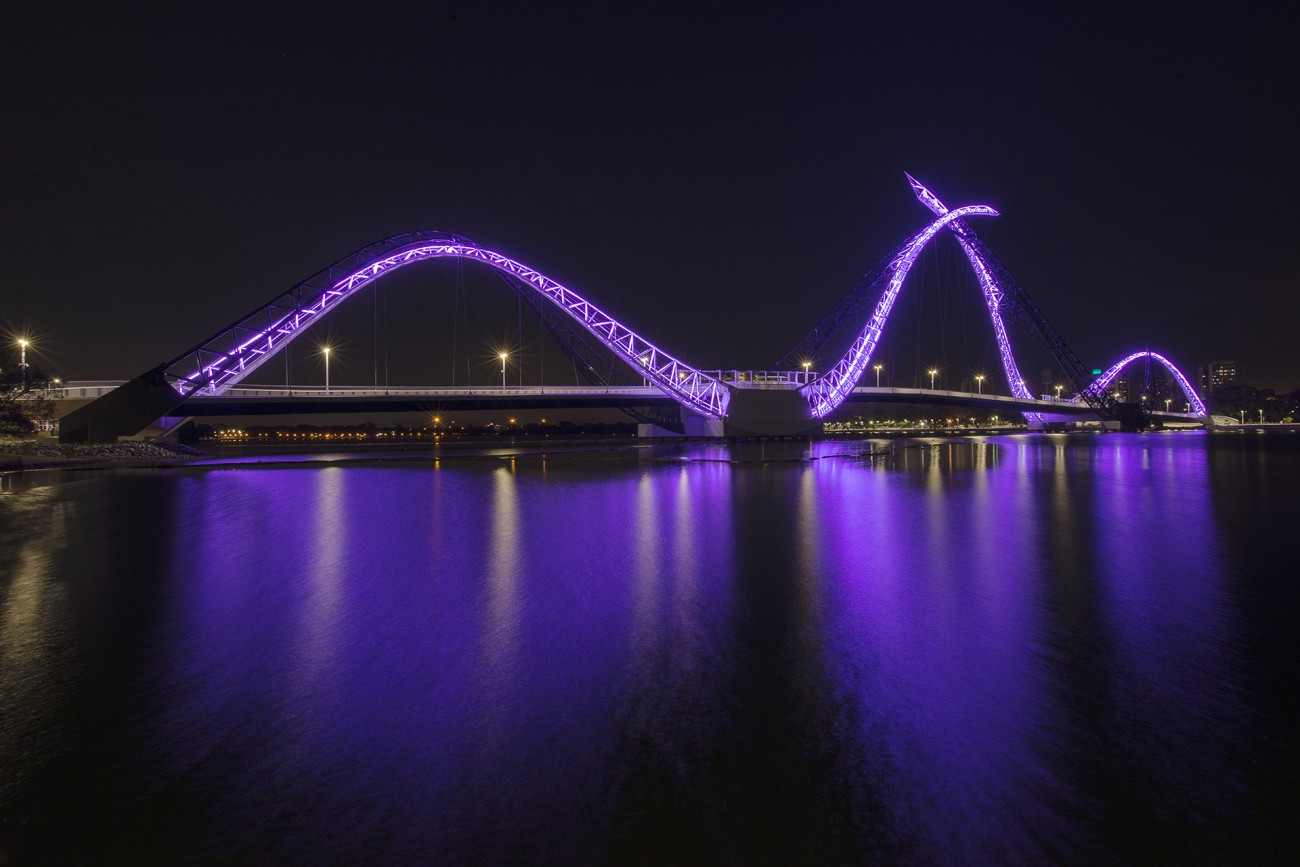
A Matagarup-híd Erzsébet királynő trónra lépésének 70. évfordulójának ünnepére királyi lila színben kivilágítva.

- A Matagarup-híd Erzsébet királynő trónra lépésének 70. évfordulójának ünnepére királyi lila színben kivilágítva.Waagal francia egyszemélyes zenekar a kígyóról kapta a nevét. Erwann Texier-Harth, a zenekar vezetője számos művében felhasználja az ausztrál őslakos hangszert, a didzseridut.[17]

Művészetekben
- A Waugal Aboriginal Corporation egy ausztrál őslakos művészeti szervezet, amelynek székhelye Pinjarra-ban található. A szervezet 6400 dollár támogatást kapott egy kiállítás megrendezésére a Mandurah Performing Arts Centre-ben a NAIDOC hét részeként 2006-ban.[18]
- 2020. november 13-án a WA vízügyi minisztere, Dave Kelly a 2017-ben indított Splash of Colour program részeként leleplezte a Wagyl-t ábrázoló guildfordi falfestményt.[19]
- 2023. július 2023. július 20-án Simone McGurk vízügyi miniszter egy gosnellsi vízszivattyúállomáson egy Wagyl-t ábrázoló falfestményt leplezett le. A projektet Nerolie Bynder vezette a Vízügyi Társasággal, valamint helyi iskolákkal és művészekkel együttműködve. A falfestmény is része a 2017-ben indított Splash of Colour programnak. A falfestményeket Christopher John Tallentire is dicsérte.[20][21]

## Fordítás
- Ez a szócikk részben vagy egészben  a   Wagyl című angol Wikipédia-szócikk fordításán alapul.  Az eredeti cikk szerkesztőit annak laptörténete sorolja fel. Ez a jelzés csupán a megfogalmazás eredetét és a szerzői jogokat jelzi, nem szolgál a cikkben szereplő információk forrásmegjelöléseként.